# ريكاردو إيرنيستو غوميز
ريكاردو إيرنيستو غوميز (بالإسبانية: Ricardo Gómez)‏ (23 أكتوبر 1981 بسان ميغيل دي توكومان في الأرجنتين - ) هو لاعب كرة قدم أرجنتيني في مركز الوسط. لعب مع أتلتيكو باتروناتو وتشاكاريتا جيونيورز وخميناسيا خوخوي وروزاريو سنترال ونادي أتليتيكو كولون وJuventud Antoniana ‏ وسوسيداد كولتيورال ‏.

## وصلات خارجية
- ريكاردو إيرنيستو غوميز على موقع قاعدة بيانات كرة القدم.إي يو (الإنجليزية)
- ريكاردو إيرنيستو غوميز على موقع Soccerway.com (الإنجليزية)